# Julien Léonard de Vauzelles
Julien Léonard de Vauzelles est un homme politique français né le 30 août 1757 à Brioude (Haute-Loire) et mort le 16 mars 1831 à Paris.

## Biographie
Julien Léonard de Vauzelles est le fils de Jean-Baptiste de Vauzelles, chevalier héraut d'armes de Saint-Flour, et de Catherine Herculette Guérin. Il est le père de Jean-Baptiste de Vauzelles, premier président de la cour d'appel d'Orléans, ainsi que le beau-père de Pierre Cosme de Marsay, page de Madame et maire de Loches, et de Gaston Petit, notaire royal à Tours.
Juge de paix à Brioude, il est élu député de la Haute-Loire au Conseil des Cinq-Cents le 23 germinal an VII. Rallié au coup d'État du 18 Brumaire, il siège au Corps législatif jusqu'en 1804, puis devient directeur des droits réunis en Indre-et-Loire.

## Sources
- « Julien Léonard de Vauzelles », dans Adolphe Robert et Gaston Cougny, Dictionnaire des parlementaires français, Edgar Bourloton, 1889-1891 [détail de l’édition]